# A Long Night
A Long Night es una película nigeriana de 2015 dirigida por Ike Nnaebue.

## Sinopsis
Una familia es atacada por ladrones armados. En teoría, la situación debería haber sido un robo de una noche, pero los asaltantes no tienen acceso al dinero que están buscando, por lo que deberán esperar hasta la mañana siguiente para obtener el dinero.

## Elenco
- Van Vicker[6]
- Julius Agwu
- Lepacious Bose
- Peggy Ovire
- Bayray McNwizu[6]
- Tamara Eteimo
- Uche Jombo[6]
- Okey Uzoeshi